# Johnny Revolta
Johnny Revolta, född 5 april 1911, död 3 mars 1991, var en amerikansk golfspelare från Oshkosh i Wisconsin.
Revolta lärde sig att spela golf med hemmagjorda golfklubbor och började som caddie på en golfbana i sin hemstad Menominee, Michigan.
1935 då han var 23 år gammal vann han majortävlingen PGA Championship över Tommy Armour med 5&4 på Twin Hills Golf & Country Club i Oklahoma City i Oklahoma. Han deltog även i 1935 års Ryder Cup där han tillsammans med Henry Picard besegrade britterna Percy Alliss och Alf Padgham med 6&5 i foursome. Revolta vann samma år penningligan på den amerikanska PGA Touren, med $9,543 i inspelade pengar.
Han ställde upp i The Masters Tournament i den första tävlingen 1934 och därefter spelade han tävlingen ytterligare 20 gånger, den sista 1962. Hans bästa placering i Masters blev trettonde plats 1935, 1937 och 1952. Revolta spelade aldrig British Open, men han hade som bäst en åttonde plats i US Open 1934. Han vann sammanlagt 19 tävlingar på PGA Touren och 22 delstatstävlingar.
Efter att han drog sig tillbaka från tävlingsgolfen 1952 var han klubbprofessional på Evanston Golf Club i Skokie i Illinois. Han blev sedan invald i P.G.A. Hall of Fame 1963.

## Vinster

### Majorsegrar
| År   | Mästerskap       | Resultat | Runner-up    |
| ---- | ---------------- | -------- | ------------ |
| 1935 | PGA Championship | 5&4      | Tommy Armour |

PGA Championship spelades som matchspelstävling till 1958.

### PGA Toursegrar
Denna lista är inte komplett.
- 1933: Miami Open[5]
- 1934: Wisconsin Open, St. Paul Open Invitational[5][6]
- 1935: Western Open, PGA Championship[2]
- 1938: St. Paul Open Invitational[6]